# یاکوب مایسن‌هایمر
یاکوب مایسن‌هایمر (آلمانی: Jakob Meisenheimer؛ ۱۴ ژوئن ۱۸۷۶ – ۲ دسامبر ۱۹۳۴) یک شیمی‌دان اهل آلمان بود.